# Chironia purpurascens
Chironia purpurascens là một loài thực vật có hoa trong họ Long đởm. Loài này được (E.Mey.) Benth. & Hook.f. mô tả khoa học đầu tiên năm 1876.